# Улица Старых Большевиков (Екатеринбург)

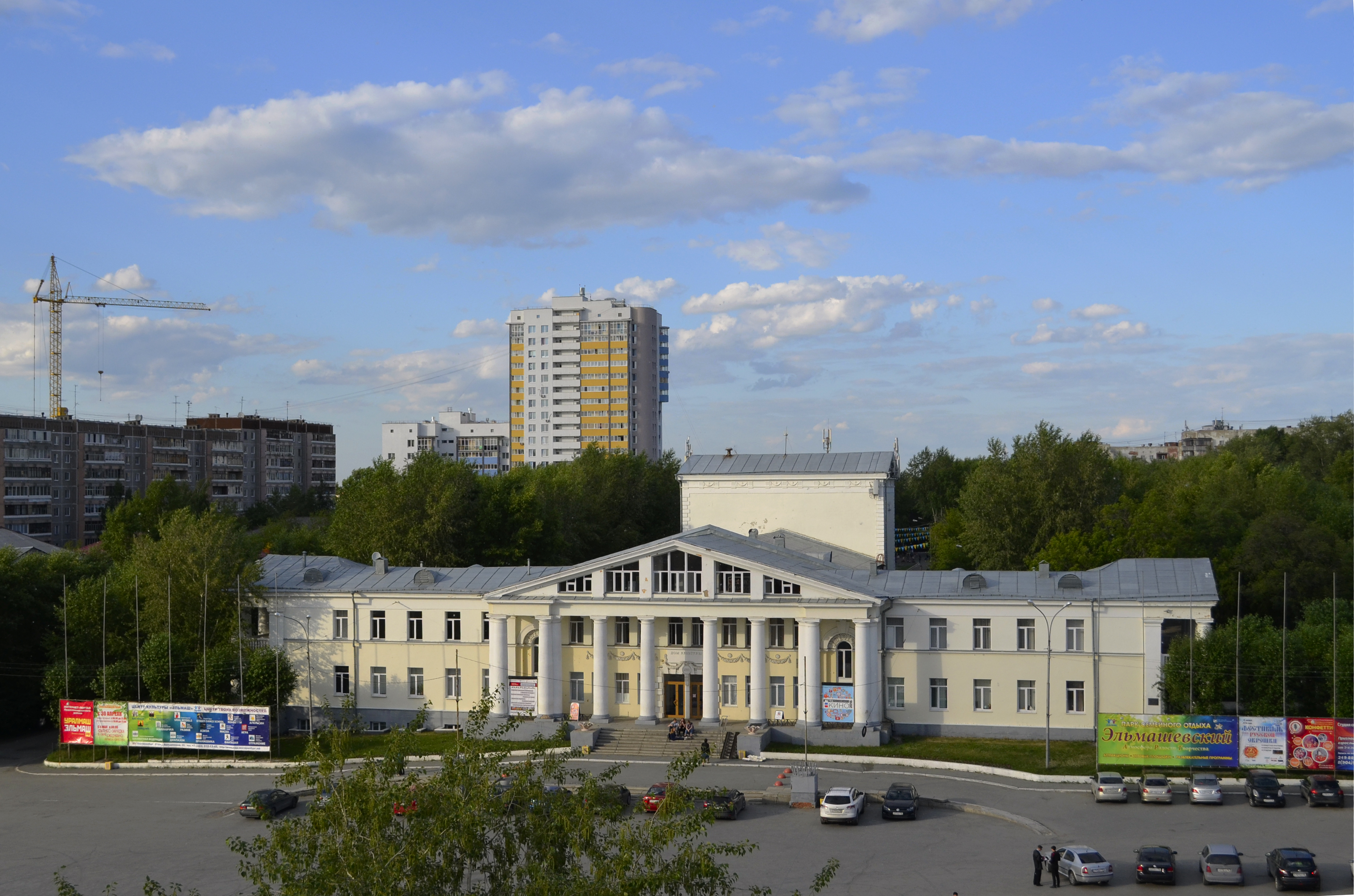
Дворец культуры «Эльмаш»

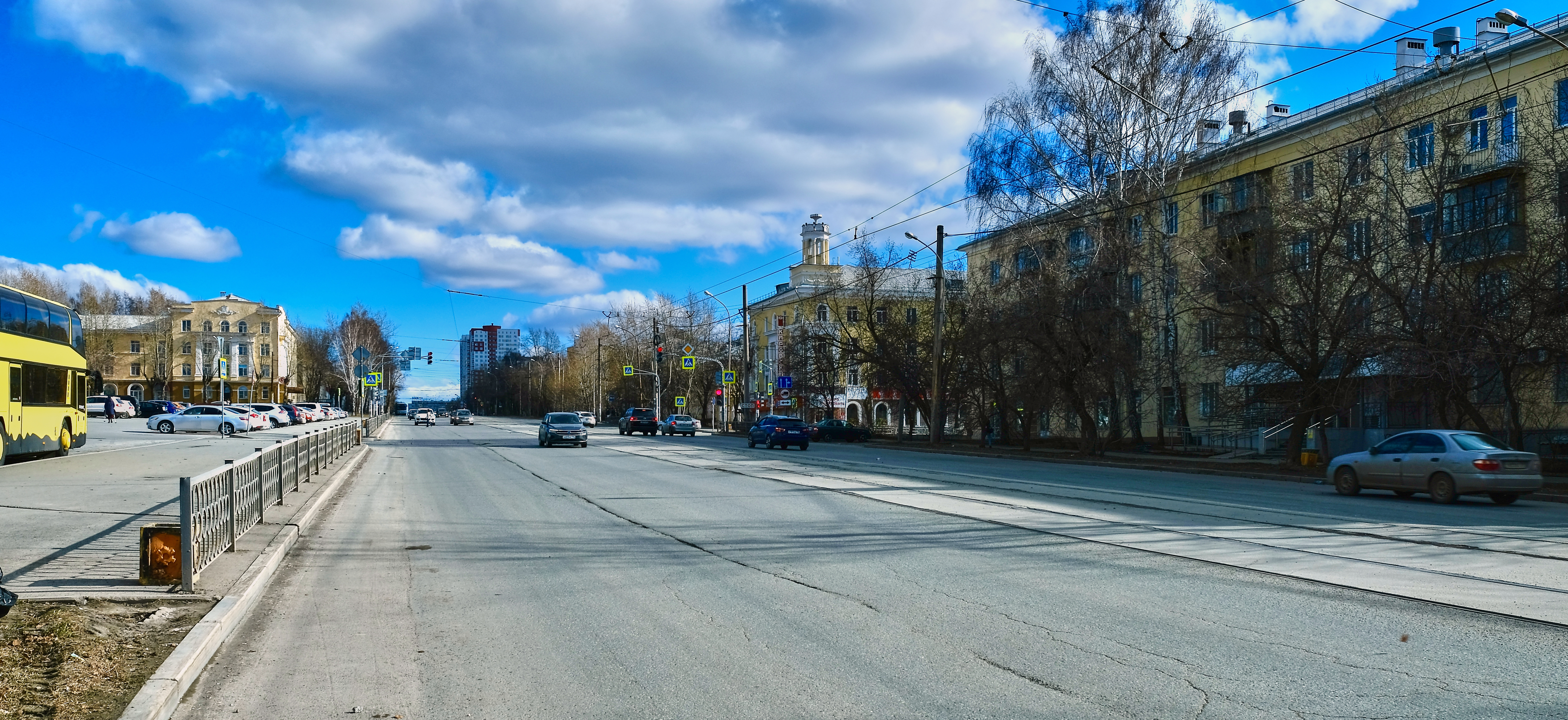
Вид на юг в сторону ул. Баумана

Улица Ста́рых Большевико́в — улица в Екатеринбурге. Идёт от улицы Фронтовых Бригад до проспекта Космонавтов в Орджоникидзевском административном районе Екатеринбурга (жилой микрорайон Эльмаш). Общая протяжённость улицы — около 2,6 километра.

## Пересечения с другими улицами
В направлении с севера на юг улица Старых Большевиков пересекает другие крупные улицы и городские магистрали: проспект Космонавтов (примыкание), улицы Фрезеровщиков, Каширскую, Войкова, Кобозева, Красных Командиров, Лобкова, Энтузиастов, Баумана, Краснофлотцев, Корепина, Фронтовых Бригад (примыкание).

## Транспорт
На всей протяжённости улицы автомобильное движение двустороннее. Практически на всём протяжении посередине проезжей части улицы проложены трамвайные пути, разделяющие транспортные потоки противоположных направлений. В бесснежные сезоны выезд на трамвайные пути запрещается нанесением вдоль них сплошной линии разметки 1.1.

### Наземный общественный транспорт
На участке между улицами Краснофлотцев и Фронтовых Бригад осуществляется движение троллейбуса № 33 и маршрутных такси № 09, 59. Между улицами Баумана и Краснофлотцев проходят маршруты автобусов № 148, 149, маршрутного такси № 08. На участке от улицы Баумана до улицы Фронтовых Бригад — маршруты автобуса № 36, маршрутных такси № 033, 060. Практически на всём протяжении улицы проложены трамвайные пути и осуществляется движение трамваев № 7, 14, 16, 17 от улицы Фронтовых Бригад до улицы Энтузиастов и № 2, 25 от улицы Фронтовых Бригад до улицы Фрезеровщиков, где находится конечная станция этих маршрутов «Улица Фрезеровщиков».

## Достопримечательности
- Центральная городская больница № 23 — больница, построенная в 50-е годы XX века[2].
- Дворец культуры завода Уралэлектротяжмаш — здание, построенное по проекту архитектора Г. А. Голубева в период с 40-х годов XX века по 1953 год[2].